# Villanueva de la Condesa
Villanueva de la Condesa är en kommun i Spanien.   Den ligger i provinsen Provincia de Valladolid och regionen Kastilien och Leon, i den norra delen av landet, 220 km nordväst om huvudstaden Madrid.